# Lothar Thomas
Lothar Thomas (ur. 15 lipca 1935 w Dreźnie) – wschodnioniemiecki kierowca wyścigowy.

## Kariera
Ściganie rozpoczął w 1958 roku od rywalizacji motocyklem MZ RT o pojemności 125 cm³. W 1960 uczestniczył we Wschodnioniemieckiej Formule Junior pojazdem własnej konstrukcji na bazie Wartburga. W 1970 roku rozpoczął rywalizację w klasie samochodów turystycznych. Thomas, będący właścicielem warsztatu Škody, ścigał się pojazdami tej marki, podczas gdy w NRD powszechne były głównie Łady i Wartburgi. W 1974 roku zdobył Škodą 120 S tytuł mistrza NRD, a osiągnięcie to powtórzył w 1976 roku. Ponadto w 1976 roku był najlepszym wschodnioniemieckim kierowcą w Pucharze Pokoju i Przyjaźni. Po 1978 roku zakończył karierę zawodniczą.
Od 1962 roku żonaty z Barbarą.

## Wyniki we Wschodnioniemieckiej Formule Junior
| Legenda oznaczeń w tabelach wyników Wyświetl szablon na nowej stronie | Legenda oznaczeń w tabelach wyników Wyświetl szablon na nowej stronie                                                                     |
| Oznaczenie                                                            | Wyjaśnienie |
| --------------------------------------------------------------------- | --- |
| Złoty                                                                 | Zwycięzca lub mistrzostwo |
| Srebrny                                                               | 2. miejsce lub wicemistrzostwo |
| Brązowy                                                               | 3. miejsce lub II wicemistrzostwo |
| Zielony                                                               | Ukończył, punktował (w klasyfikacji generalnej, gdy zdobył co najmniej jeden punkt na przestrzeni sezonu, poza trzema powyższymi opcjami) |
| Niebieski                                                             | Ukończył, nie punktował (w klasyfikacji generalnej, gdy nie zdobył co najmniej jednego punktu na przestrzeni sezonu)                      |
| Czerwony                                                              | Nie zakwalifikował się (NZ) |
| Czerwony                                                              | Nie prekwalifikował się (NPK) |
| Różowy                                                                | Nie ukończył (NU) |
| Różowy                                                                | Niesklasyfikowany (NS) (w klasyfikacji generalnej, gdy nie został sklasyfikowany w żadnym wyścigu sezonu)                                 |
| Czarny                                                                | Zdyskwalifikowany (DK) |
| Czarny                                                                | Wykluczony (WYK/EX) |
| Biały                                                                 | Nie wystartował (NW) |
| Biały                                                                 | Kontuzjowany (K/INJ) |
| Biały                                                                 | Wyścig odwołany (OD/C) |
| Bez koloru                                                            | Został wycofany (WYC/WD) |
| Bez koloru                                                            | Nie przybył (NP/DNA) |
| Bez koloru                                                            | Nie brał udziału w treningach (NT/DNP) |
| Bez koloru                                                            | Nie został zgłoszony (–) |
| Pogrubienie                                                           | Start z pole position |
| Kursywa                                                               | Najszybsze okrążenie wyścigu |
| †                                                                     | Nie ukończył, ale jego rezultat został zaliczony ze względu na przejechanie więcej niż 90% dystansu wyścigu.                              |
| *                                                                     | Sezon w trakcie |
| 1/2/3                                                                 | Punktowana pozycja w sprincie kwalifikacyjnym                                                                                             |
| Lista systemów punktacji Formuły 1                                    | |

| Rok  | Zespół      | Samochód          | Silnik   | Wyniki w poszczególnych eliminacjach | Wyniki w poszczególnych eliminacjach | Wyniki w poszczególnych eliminacjach | Wyniki w poszczególnych eliminacjach | Wyniki w poszczególnych eliminacjach | Wyniki w poszczególnych eliminacjach | Pkt. | Msc. |
| ---- | ----------- | ----------------- | -------- | ------------------------------------ | ------------------------------------ | ------------------------------------ | ------------------------------------ | ------------------------------------ | ------------------------------------ | ---- | ---- |
| 1960 |             |                   |          |                                      |                                      |                                      |                                      |                                      |                                      | 0    | NS   |
| 1960 | MC Radeburg | Wartburg Eigenbau | Wartburg | –                                    | NU                                   | –                                    | NW                                   | –                                    | –                                    | 0    | NS   |
| 1960 | MC Dresden  | Wartburg Eigenbau | Wartburg | –                                    | –                                    | NU                                   | –                                    | –                                    | –                                    | 0    | NS   |